# Anelosimus crassipes
Anelosimus crassipes là một loài nhện trong họ Theridiidae.
Loài này thuộc chi Anelosimus. Anelosimus crassipes được Friedrich Wilhelm Bösenberg & Embrik Strand miêu tả năm 1906.

## Hình ảnh

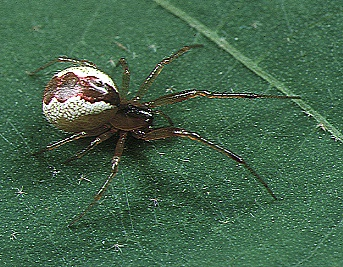